# The Warriors (jeu vidéo)
Pour les articles homonymes, voir The Warriors.
 (octobre 2019).
Si vous disposez d'ouvrages ou d'articles de référence ou si vous connaissez des sites web de qualité traitant du thème abordé ici, merci de compléter l'article en donnant les références utiles à sa vérifiabilité et en les liant à la section « Notes et références ».
The Warriors est un jeu vidéo du type beat them all sorti en 2005 sur PlayStation 2 et Xbox puis sur PlayStation Portable en 2007. Basé sur le film de Walter Hill, Les Guerriers de la nuit, ce jeu vidéo a été développé par Rockstar Toronto et édité par Rockstar Games.

## Univers du jeu

### Synopsis
À New York, où une centaine de gangs se partagent les rues, les combats font rage. La bande la plus puissante, les Gramercy Riffs dirigés par Cyrus, désire unifier ses forces et convoque tous les gangs à un rassemblement pacifique. Mais la réunion dérape et finit dans le sang : Cyrus est assassiné.
Ce meurtre, attribué par erreur aux Warriors, déclenche sur eux la vengeance de tous les autres gangs. La lutte pour leur survie commence, le long du trajet de 40 kilomètres qui les relie à leur quartier général…
Trois mois plus tôt, Rembrandt intègre le gang des Warriors qui commence son ascension à Coney Island pour se faire un nom…

### Personnages principaux
Cette section présente les personnages principaux appartenant aux Warriors.
- Cleon: Afro-américain, Cleon est le chef et cofondateur des Warriors. Ses coups de pied sont redoutables.
- Swan: Second de Cleon, Swan est un meneur calme et raisonné, très bon en combat, comme en stratégie.
- Ajax: Membre gros bras du gang, Ajax est un cogneur impulsif et violent, au punch dévastateur. Il est également un obsédé sexuel notoire, souvent pas loin du viol, et les belles femmes sont son principal point faible.
- Vermin: Vermin se caractérise par son cynisme, mais aussi par sa loyauté. Résistant, loyal, et prêt au combat, Vermin est le cofondateur avec Cleon des Warriors.
- Cochise: Afro-américain au style vestimentaire amérindien, Cochise est un combattant rapide et agile originaire de Harlem.
- Fox: Son surnom de Fox (renard) vient du fait qu'il soit parfaitement au courant de tout ce qui touche aux autres gangs. Fox est donc d'abord un stratège du gang, mais il sait se battre si la nécessité s'en fait sentir.
- Rembrandt: Dernière recrue des Warriors, et le plus jeune de la bande Rembrandt est d'abord et avant tout un spécialiste du graffiti, prêt à repeindre la ville aux couleurs du gang. Mais il est là s'il faut se battre, et ses bombes de peinture sont alors une arme redoutable, compensant sa faible force.
- Snow: Aux origines afro-américaines et asiatiques, Snow reste d'un calme olympien en toute circonstance, même au combat, où ses coups bien portés sont puissants et efficaces.
- Cowboy: Cowboy ne se sépare jamais de son Stetson qui lui donne son surnom. Aussi loyal que les autres, il a toutefois le même problème que Rembrandt, à savoir une force physique peu développée.

### Personnages secondaires
Virgil: Chef des Destroyers, autre gang de Coney Island, dont Cleon fut membre avant de fonder les Warriors.
Mercy: Prostituée, ex copine du chef des Orphans, embarquée malgré elle dans la cavale des Warriors.
Scopes: Maître du graffiti à New York.
Ghost: Est le chef des Savage Huns, il contrôle le quartier de Chinatown dans le Manhattan il est le maître des arts martiaux, spirituel et discipliné, il ne parle jamais.
Big Moe : Chef des Boppers, il contrôle le quartier de Harlem dans le Manhattan .
Sully : Chef des Orphans, son quartier est Tremont dans le Bronx.
Luther : Chef des Rogues il contrôle le quartier Hell's Kitchen dans le Manhattan. C'est l’assassin de Cyrus, il lui tire une balle pendant le rassemblement et il accuse les Warriors d'avoir fait le coup.

## Système de jeu
Ce jeu vidéo est un beat them all. Ainsi, l'essentiel des actions est d'avancer dans les niveaux pour remplir des objectifs en combattant les vagues d'ennemis qui arrivent.
À cette fin, le joueur dispose bien sûr des compétences du personnage qu'il incarne, mais aussi des armes disponibles dans l'environnement urbain du jeu (battes de baseball, couteaux, bouteilles, etc.).
Le jeu offre également quelques défis plus calmes, tels qu'un concours de graffitis, et des personnages aux capacités différentes.

## Bande originale
- Barry De Vorzon – "Theme from The Warriors"
- Arnold McCuller – "Nowhere to Run"
- Mandrill – "Echoes in My Mind"
- Barry De Vorzon – "The Fight"
- Joe Walsh – "In the City"
- Genya Ravan – "Love is a Fire"
- Barry De Vorzon – "Baseball Furies Chase"
- Johnny Vastano – "You're Movin' Too Slow"
- Desmond Child – "Last of an Ancient Breed"

### Musiques sous licence
- Chanson – "Don't Hold Back"
- Gene Chandler – "Get Down"
- Love De-Luxe – "Here Comes That Sound Again"
- Fear – "I Love Living in the City"
- Amii Stewart – "Knock on Wood"
- Spanish Harlem Orchestra – "Pueblo Latino"
- Vivien Vee – "Remember"
- Iain Matthews – "Shake It"
- Alberto Alberto – "Traigo De Todo"
- Dr. Hook – "When You're in Love with a Beautiful Woman"